# Conchoïde
In de meetkunde is een conchoïde ("schelpachtige", Grieks: κόγχος (kongchos), schelp) een vlakke kromme die de baan is van een punt dat, vanuit een vast punt – de pool of het richtpunt – gezien, op een vaste gegeven afstand ligt van een gegeven kromme (de richtcurve, richtkromme). Een conchoïde bestaat dus uit twee delen: een deel dat, gezien vanuit de pool, "voor" de kromme ligt en een deel "achter" de kromme.

## Definitie

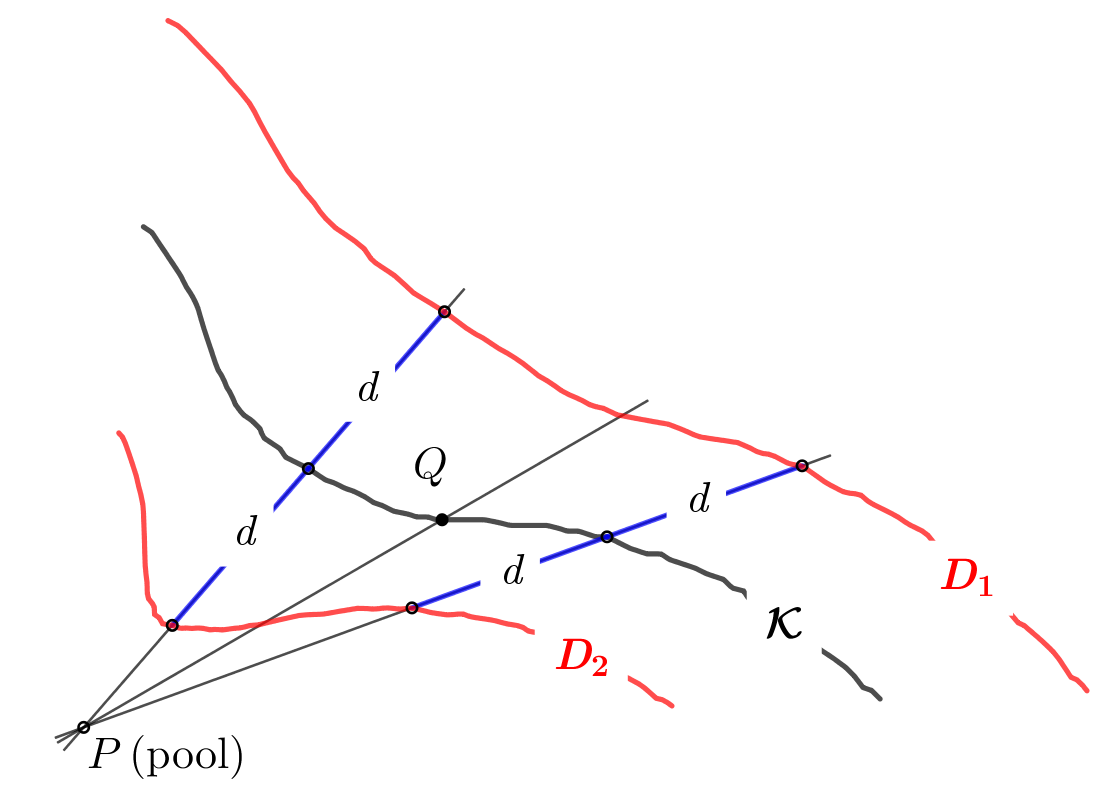
Constructie van een conchoïde. Vanuit een vast punt wordt naar elk punt van de richtcurve een rechte getekend. Op zo'n rechte worden dan twee punten op een vaste afstand van bepaald. Deze punten beschrijven de conchoïde.

De conchoïde die wordt voortgebracht door een richtcurve {\displaystyle K}, een punt {\displaystyle P} (de pool) dat niet op de richtcurve ligt, en een afstand {\displaystyle d}, is de verzameling van de punten die op de verbindingslijnen van {\displaystyle P} met alle punten {\displaystyle Q} van {\displaystyle K} liggen, en wel op een afstand {\displaystyle d} van {\displaystyle Q}.

## Algemene beschrijving
Een eenvoudige manier om een conchoïde te beschrijven is de oorsprong als pool te kiezen en de richtcurve in poolcoördinaten te definiëren. De keuze van de oorsprong als pool doet geen afbreuk aan de algemeenheid. Is de richtcurve {\displaystyle K} gegeven door de relatie:
{\displaystyle r=\kappa (\theta )}
dan bestaat de conchoïde uit de punten met:
{\displaystyle r=\kappa (\theta )\pm d}
Een conchoïde bestaat dus altijd uit twee takken:
{\displaystyle D_{1}:r=\kappa (\theta )+d}
{\displaystyle D_{2}:r=\kappa (\theta )-d}
Bij sommige conchoïden zijn lussen in de pool (in dit geval de oorsprong) een typisch kenmerk. Deze lussen treden op als de voerstraal (het verbindingslijnstuk van de pool met een punt van de richtcurve) voor bepaalde waarden van de variabele {\displaystyle \theta } kleiner is dan de constante {\displaystyle d}. Dit kan gebeuren in de uitdrukking voor {\displaystyle D_{2}} in bovenstaande formules. Indien {\displaystyle d} echter te groot wordt, zullen deze lussen weer verdwijnen, doordat {\displaystyle r} in de uitdrukking voor {\displaystyle D_{2}} dan negatief wordt.

## De conchoïde van Nicomedes

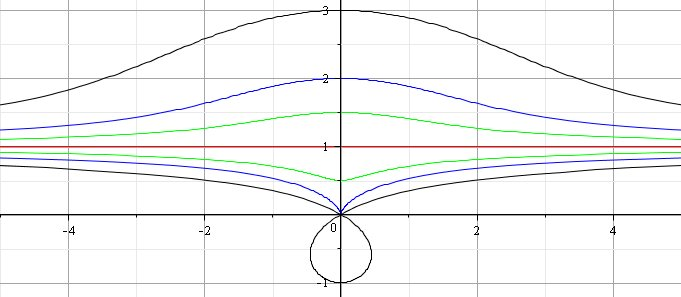
Drie voorbeelden van de conchoïde van Nicomedes.

De eerste in de meetkunde behandelde vorm was de reeds in het oude Griekenland bekende conchoïde van Nicomedes. Deze eenvoudige conchoïde heeft de oorsprong {\displaystyle (0,0)} als pool en een rechte lijn als richtcurve. Indien daarvoor de horizontale rechte {\displaystyle y=a} wordt gekozen, is de vergelijking van deze rechte in poolcoördinaten:
{\displaystyle r(\theta )=a\csc(\theta )}
zodat de conchoide op afstand {\displaystyle d} in parametervorm beschreven wordt door:
{\displaystyle x(\theta )=(a\csc(\theta )\pm d)\cdot \cos(\theta )}
{\displaystyle y(\theta )=(a\csc(\theta )\pm d)\cdot \sin(\theta )}
Nevenstaande figuur bevat drie conchoïden van Nicomedes. Ze hebben alle drie de rechte {\displaystyle y=1} als richtcurve, maar de afstand {\displaystyle d} neemt drie waarden aan: {\displaystyle d=2} (zwart), {\displaystyle d=1} (blauw) en {\displaystyle d=0{,}5} (groen).
In het algemeen geldt voor een conchoïde van Nicomedes: indien {\displaystyle d>a} is, dan bevat een van beide delen van de conchoïde een lus in de pool. Voor {\displaystyle d=a} is de pool een keerpunt van dat deel, en voor {\displaystyle d<a} ontstaat er geen lus; de conchoïde gaat dan niet door de pool. Voor elke waarde van {\displaystyle d} naderen beide delen van een conchoïde de richtcurve asymptotisch.

## Voorbeeld, een algemene conchoïde

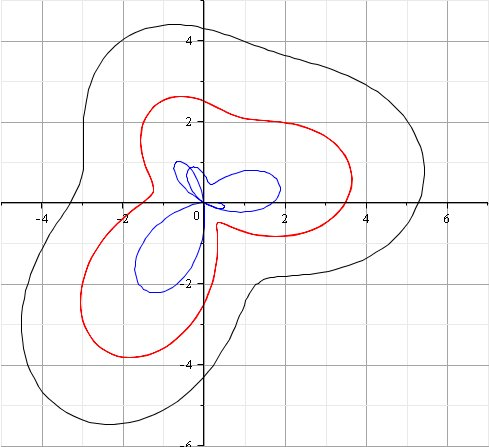
Voorbeeld van een algemene conchoïde. De rode curve is de richtcurve, de blauwe en de zwarte curve zijn de twee delen van de conchoïde. Er zijn twee kleine lussen in de oorsprong.

Indien de richtcurve geen rechte is, ontstaan tal van andere vormen als conchoïden. De conchoïde met de oorsprong als pool en richtcurve:
{\displaystyle r(\theta )=2{,}5+\cos(3\theta )+\sin(2\theta )}
en met afstand {\displaystyle d=1{,}8} is weergegeven in nevenstaande figuur.
De waarde van {\displaystyle d} is hier zo gekozen dat er twee (kleine) lussen zijn in de oorsprong, gelegen in het 2e en 4e kwadrant. Deze lussen ontstaan hier (bij benadering) voor waarden van {\displaystyle \theta } in de intervallen {\displaystyle [2{,}53\,;\,3{,}26)} en {\displaystyle [4{,}85\,;\,5{,}80)}.

Lussen treden bij deze conchoïde op voor waarden van {\displaystyle d} in het interval {\displaystyle (0{,}59\,;\,4{,}40)}. Voor {\displaystyle d\leq 0{,}59} is de voerstraal van de richtcurve steeds groter dan {\displaystyle d}, zodat {\displaystyle r} in {\displaystyle D_{2}} positief is. Voor {\displaystyle d>4{,}40} is de voerstraal kleiner dan {\displaystyle d}, waardoor het blauwe deel niet meer door de oorsprong gaat.